# ダイレク郡
ダイレク郡(ダイレクぐん、ネパール語：दैलेख जिल्ला)は、ネパール北西部のカルナリ州の郡。
郡都はナラヤン。
2021年国勢調査の人口は25万3319人。
面積は1502km2。
かつて、二四諸国のダイレク王国が存在した。